# أولسيجيبانت
أولسيجيبانت (بالإنجليزية: Olcegepant)‏ هو دواء ضمن مجموعة ضادات مستقبلات الببتيد المرتبط بجين الكالسيتونين أجريت عليه تجارب سريرية لاحتمال فعاليته في علاج الصداع النصفي.